# Eurosport 1
Eurosport 1 (fanns fram till 13 november 2015 under namnet Eurosport) är Europas största sportinriktade TV-kanal och är ägd av amerikanska Discovery Communications. Den grundades 1989 och finns idag tillgänglig i 59 länder och sänder på 20 olika språk. Till Sverige sänds kanalen med en svenskspråkig ljudkanal med lokala kommentatorer och lokala reklaminslag. Versionen gick under många år under namnet Eurosport Nordic, en benämning som inte längre används. Systerkanalerna Eurosport 2, Eurosport 1 HD och Eurosport 2 HD finns också på den svenska marknaden via flera olika digitala distributörer.

## Historia

En äldre version av Eurosports logotyp, som användes fram till 2011.

Eurosport grundades som ett samriskföretag mellan medlemmar av den Europeiska Radio- och TV-unionen (EBU) och Rupert Murdoch-ägda Sky Television 1989. Efter att Sky gått samman med konkurrenten BSB 1990 valde Sky att satsa på BSB:s sportkanal (The Sports Channel, senare Sky Sports). Dessutom ansåg EU-kommissionen att kanalens exklusiva rättigheter bröt mot EU-regler. Eurosport släcktes därför i maj 1991. Eurosport såldes efter detta till TF1-gruppen som kunde börja sända Eurosport igen under samma månad.
Under slutet av 1980-talet och tidigt 1990-tal sände Eurosport även barnprogram på morgnarna. DJ Kat Show var barnprogrammet som visades på vardagarna och samsändes med Sky One. Programmet utspelade sig i en källare och presenterades av dockan DJ Kat och hans mänskliga kompis Linda de Mol. På helgerna sändes Fun Factory.
De Eurosportsändningar som riktar sig till Tyskland sänds fritt utan kryptering. I övrigt blir kanalen efter en sammanslagning med konkurrenten ScreenSport under mitten av 1990-talet en betal-TV-kanal på de flesta marknader. Komkurrenten Screensport ägdes till 75% av WH Smith Television Group, WHSTV, och resten av ESPN. Kanalen började sända på satelliten Astra 1A 1989 efter att man flyttat sin verksamhet från norra England till centrala London. ScreenSport gick samman Eurosport och stängdes den 1 mars 1993. Den tyska versionen av Eurosport sänder fortfarande (2014) fritt digitalt via Astra-satelliten och går att plocka in i Sverige med en normalstor parabolantenn men då är varken den svenska eller engelska ljudkanalen inkluderad.

### Betal-TV i Norden
Via satellit finns kanalen med svenskspråkiga kommentatorer i Canal Digitals utbud från satelliten Thor 3, men inte hos konkurrenten Viasat. I Sverige finns Eurosport i det analoga basutbudet i vissa kabel-TV-nät men tappade under 2008 en mycket stor del av sin analoga distribution då Com Hem valde att byta kanalen mot nystartade TV4 Sport. Bytet ska enligt uppgift ha skett efter hårda förhandlingar med både Eurosport och TV4 och det TV-bolaget som erbjöd de bästa ekonomiska förutsättningarna fick kanalplatsen. Vidare har Eurosport sänts i det svenska digitala marknätet sedan hösten 2001 och finns som betalkanal via internet på hemsidan eurosport.se.
Kanalen har ibland tagit mer betalt än de flesta andra kanaler i grundutbuden. Hos SPA kostade Eurosport cirka 8-9 kronor för bostadsrättsföreningar, medan övriga kanaler som brukar läggas i grundutbuden ofta kostade cirka 3-5 kronor. Hur mycket Com Hem betalar för kanalen är dock hemligt men ska ha varit den bidragande orsaken till att företaget bytte till TV4 Sport.

### Eurosport 2 lanseras på svenska
Den 10 april 2010 lanserades kanalen med svenska kommentatorer. Det stora dragplåstret, som förväntas locka nya abonnenter, är Bundesliga. Eurosport köpte rättigheterna i höstas och sändningarna lanseras nu fullt ut för den svenska publiken. Eurosport 2 sänder fem matcher varje helg, och under lanseringsperioden visas även fyra matcher i direktsändning på Eurosport. 
Eurosport 2 når ut till en halv miljon svenska hushåll. Eurosport 2 sänder runt 1 500 timmar direktsänd sport varje år. Förutom Bundesliga har kanalen Grand Slam-tennis, Champions League i handboll och Eurocup i basket, U20 VM och Spengler Cup i ishockey, australisk fotboll från AFL, världscupen i snowboard och freestyle, extremsportens Summer DEW Tour och Gladiator Games samt kompletterande sändningar till Eurosport i bland annat WTA- och ATP-tennis, vintersportvärldscuperna och snooker.
Eurosports kanaler sänds digitalt i de flesta nät; trots detta valde kanalen av praktiska skäl länge att sända med 4:3-bild och med mono-ljud. Från 1 april 2010 sänder dock kanalen i 16:9. Systerkanalen Eurosport HD sänder dock i 16:9 och under 2009 lanseras en andra HD-kanal under namnet Eurosport 2 HD.

## Kanaler
Eurosport har fem kanaler, Eurosport 1, Eurosport 2, Eurosport 1 HD, Eurosport 2 HD och Eurosport News.

### Eurosport 1
Huvudkanalen som i Sverige har en ljudkanal med svenska kommentatorer. Den nordiska feeden innehåller även reklamspottar som visas enbart i den nordiska länderna. Kanalen gick fram till 13 november 2015 under namnet Eurosport.

### Eurosport 2
Eurosport 2 är en kompletterande kanal med inriktning på idrottsevenemang, program och nyheter. Kanalen lanserades den 10 januari 2005 och är för närvarande tillgängligt i 35 länder och sänder på 10 olika språk, engelska, franska, italienska, tyska, grekiska, ungerska, ryska, polska, rumänska, serbiska, turkiska och från våren 2010 även på svenska. Eurosport 2 lanserades som "den nya generationens sportkanal", med sporter som lagsporter, alternativ sport, MMA i form av Strikeforce, basket, National Lacrosse League, Arena Football League, Australian Football League, surfing, Handboll Champions League (herrar) och mer.
Första sändningar var från Franska öppna 2008. Har samma tablå som Eurosport.

### Eurosport News
Eurosport News är Eurosport femte kanal och lanserades den 1 september 2000 och inriktar sig på liveresultat, höjdpunkter, nyheter och kommentarer. Dock hade kanalen svårt att attrahera tittare och distribueras fortfarande men mest utanför Europa. Kanalen upphörde den 4 januari 2018.

### Eurosport Player
Eurosport Player är online prenumerationstjänst som ger prenumeranten tillgång till Eurosports kanaler via webben eller via en app. Sedan den 2 september 2015 finns tjänsten med stöd för Chromecast.